# Rommel Rodríguez
Rommel Rodríguez (Guanare, Portuguesa, 10 de febrero de 1980) es un cantante venezolano. Empieza incursionando en la música, a muy corta edad participando en festivales como: voz primaria, voz liceísta, voz universitaria, en el festival nacional de la canción popular a la Virgen de Coromoto en el año 1993, el festival internacional de música llanera el silbón ganando segundo lugar en voz estilizada. 

## Biografía
En el año 1996 graba por primera vez dos temas calando un buen sitial de la música en la región en el año 2000 con un poco más de experiencia nace la idea de grabar un disco completo y logra conseguir temas de varios compositores de la talla de José Gregorio Oquendo, Ignacio Rondón, Yorman Tovar, Paúl España, Eduardo Arocha, Carlos Romero, y se propone hacer dos versiones a música llanera de dos compositores internacionales como son A puro dolor, de Omar Alfano y Como será, de Kike Santander. 
En el año 2004 comienza la segunda producción donde nace la idea de producir pero como cantautor y se logra incluir 5 temas de su autoría como serían Destino, Cuerpo de rosa, Remordimiento, En busca del aire, Se nos fue el amor, también se logra acoplar en esta producción temas de compositores nacionales como Eduardo Arocha, Paúl España, Chucho Torres, Carlos Romero, Gabriel de Palma, esta producción estuvo bajo la producción general del mismo Rommel, logrando así el sueño de producir un CD en esta odisea, la producción musical estuvo a cargo del conocido bajista Everth Rodríguez quien a su vez aporto todos sus conocimientos para que esta producción fuese todo un éxito.
De esta forma en el año 2008; su Tema Promocional fue "En Mil Pedazos" estando a nivel Nacional, durante dieciséis (16) semanas en el Record Report. Catapultando así a Rommel Rodríguez a una altura Nacional con los grandes de la Música en representación Juvenil del Folklor Venezolano. Luego se lanzó el Tema "La Cara más Linda", manteniendo los sitiales de su primer Tema. En ese mismo año, fue invitado por RCTV bajo la dirección de José Simón Escalona para el Proyecto ambicioso de la Cadena televisiva de su más reciente dramático del conocido escritor Romúlo Gallegos "La Trepadora" donde el canal, buscaba frescura y talento para interpretar el Tema principal, en el cual Rommel Rodríguez logró cubrir todas las expectativas con el Tema "SOLAMENTE TÚ" de la autoría del también Guanareño Adán Hernández.
Durante varios años se mantuvo con este Disco "Destino" hasta el año 2013-. En este sentido, dio inicio a lo que es su más reciente trabajo discográfico en donde han salido temas Promocionales como: "Tú Héroe", "Antes", "No voy a Morir", "Suerte", "Solo para Amarte", entre otros.
Del mismo modo para el año 2013-. Se hace el lanzamiento de un DVD en vivo, donde canta todos sus éxitos y anexa canciones internacionales e invitados grandes de la Música como lo son: El Maestro Luis Silva, Juan Miguel, Manuel Añez, Sanyer; entre otros. 
Rommel sigue expandiendo sus temas a niveles de Venezuela y Colombia; dando a conocer sus canciones y el Folclor Venezolano.
Por otra parte consolida su carrera con un "TRIBUTO”. A  los grandes Compositores de Habla Hispana convirtiendo un éxito en Venezuela el Tema del Maestro Juan Gabriel  “YA LO SÉ QUE TÚ TE VAS”; una nueva fórmula, presentando canciones éxitos con la majestuosa participación de músicos de la talla de ORLANDO REYES (El Chino) en el Arpa, FRANCISCO YBIRMAS en el Cuatro, WILMER MONTILLA en la Maracas, y ALEXANDER YAGUA en el Bajo. 
En el presente año (2017) viene cargado de su más reciente Promocional SERENATEANDO, tema que le pertenece al Compositor Venezolano CRUZ TENEPE; quien con determinación, trabajo arduo, perseverancia, disciplina y fe, logra alcanzar una meta más,  evocando una atmósfera suave en cada canción que interpreta con sentimiento y profesionalismo.
Este mismo año, se hace el relanzamiento de la telenovela "La Trepadora" novela escrita por Rómulo Gallegos, telenovela con aires de llanura, frescura y romance con su tema principal SOLAMENTE TÚ; transmitida por TELEVEN-Venezuela.
Posteriormente en el (2018) hace el lanzamiento mundial de su nuevo tema promocional titulado "PORQUE YO SOY VENEZUELA" de la autoría de Antonio Ranallo; que junto con Carlos Romero (Productor General), Joseito Hernández (Productor Musical), la agrupación (La otra banda) y el mismo Rommel hacen la creación de esta hermosa obra musical para cantarle con todo el amor a nuestra hermosa VENEZUELA. 
En la actualidad continúa trabajando fuertemente por seguir llevando sus éxitos y su esencia musical en grandes espectáculos, tarimas, ferias y festivales, a nivel nacional e internacional. Dejando huella y cantándole al amor y al llano por el mundo.

## Canciones para telenovelas
| Telenovela                 | Canción                       | Año  | País                 |
| -------------------------- | ----------------------------- | ---- | -------------------- |
| La Trepadora               | Solamente tú (versión balada) | 2008 | Bandera de Venezuela |
| Nacer contigo (secundaria) | El Tonto                      | 2012 | Bandera de Venezuela |

## Discografía
- 2000: Fuera de Este Mundo
- 2004: En Busca del Aire
- 2008: Destino
- 2014: Rompiendo Esquemas
- 2014: DVD EN VIVO
- 2018: Porque yo soy Venezuela